# FC Midtjylland (Superleague Formula)
FC Midtjylland was een Deens racingteam dat deelnam aan de Superleague Formula. Het team was gebaseerd op de voetbalclub FC Midtjylland dat deelneemt aan de SAS Ligaen.

## 2009
2009 was het enige seizoen van FC Midtjylland in de Superleague tot nu toe. De Deen Kasper Andersen was coureur voor het team. Hij eindigde als 14e in het kampioenschap met als hoogtepunt een derde plaats in de laatste race in Jarama. Het team werd gerund door Hitech Junior Team.